# Female Husbands: A Trans History
Female Husbands: A Trans History est un livre d'histoire de la transidentité sur le phénomène de female husband de Jen Manion, professeure d'histoire et de sexualité, d'études féministe et de genre à Amherst College, publié en 2020 par Cambridge University Press. Le livre a remporté le prix du meilleur livre de la British Association of Victorian Studies et a été finaliste pour le Lawrence W. Levine Award (en).

## Synopsis
Manion passe en revue des documents historiques des États-Unis et du Royaume-Uni de 1746 à 1910, y compris des journaux et des archives judiciaires, pour raconter la vie de plus d'une douzaine de personnes qui ont été assignées femmes à leur naissance et ont interagi avec la société en tant qu'hommes, certaines ayant même épousé des femmes,,,,,. Jen Manion utilise souvent le pronom «iel» dans son essai pour les personnes dont on ne connait pas l'identité de genre professé.

## Réception
Dans le Los Angeles Review of Books (en), Samuel Clowes Huneke écrit : « Se décrivant comme une « défenseure permanente des droits LGBTQ » et professeure d'histoire à l'Amherst College, Manion a créé non seulement un portrait étonnamment original d'individus qui, comme [Manion] le dit, ont « transé » leur genre aux 18e et 19e siècles, mais aussi un cri de cœur passionné pour les droits des personnes trans. Dans une critique pour The Guardian, Grace Lavery écrit : « Des tentatives ont été faites pour affirmer que « récupérer » des ancêtres transgenres est anhistorique. Female Husbands exige de repenser cette position.» .
James Yukiko Mulder écrit pour la Women's Review of Books : «L'histoire trans de ce livre pourrait ne pas, comme le dit Manion» raconter une histoire qui fait que lôn se sent bien», mais la compétence et le soin de Manion en tant que narratrice de cette histoire sont palpables tout au long du livre. Dans Female Husbands, les personnages appartenant au passé historique se révèlent être des individus complexes, souvent ingénieux, qui ont travaillé pour maintenir la stabilité de leurs diverses positions sociales et économiques et se sont montrés résilients lorsque leur vie et leur corps ont été placés sous le contrôle du public». Eileen Gonzalez écrit pour Foreward Reviews : « Les réactions du public aux female husbands démasqués étaient souvent hostiles et moqueuses. Manion est sympathique et dans le respect, leur accordant l'humanité qu'on leur a longtemps refusée».
Dans The English Historical Review, Emily Rutherford écrit : « Manion est sensible au rôle que les female husbands ont joué dans le renforcement de l'hétéronormativité impériale blanche : montrant comment une identité ouvrière respectable était beaucoup moins accessible pour les female husbands afro-américains, et comment ils ont participé à un projet colonial génocidaire qui, entre autres, a éradiqué les façons autochtones nord-américaines de comprendre la variance entre les sexes. Alors que de plus en plus d'universitaires poursuivent des recherches dans ce sens, leurs découvertes pourraient frustrer nos désirs de trouver des histoires sur le genre et la sexualité dans le passé qui affirment nos catégories d'identité et notre politique actuelle.». Dans une revue du Journal of Victorian Culture, Billie-Gina Thomason écrit : « Female Husbands démontre que la non-conformité de genre et le « genre trans » ne sont pas un phénomène nouveau et souligne tout ce qui peut et sera fait pour historiser les vies trans ». Cay Wren écrit pour Manhattan Book Review : «La prédominance de l'histoire trans est venue d'un lieu de dossiers d'asile et de gros titres de journaux violents. Ce traumatisme héréditaire est encore réécrit progressivement dans la communauté LGBTQ aujourd'hui, et le traitement littéraire de Manion des personnages historiques trouvés dans les pages de ce livre, je crois, servira de continuation cruciale de cette guérison».
Dans une critique pour History Today, Catherine Baker écrit : « Lorsque Manion fait référence aux sujets du livre comme « ils », ce n'est pas pour les entasser dans une identité non binaire du 21e siècle, mais pour transmettre l'immensité avec laquelle le 20e- L'écrivain du siècle dernier Leslie Feinberg a écrit à propos du genre : les forcer à entrer dans des catégories féminines qu'elles ont manifestement rejetées dans la vie traduit leurs efforts, mais trop de maris se sont déplacés entre les expressions de genre masculin et féminin pour que « il » s'applique à tous. En considérant "le genre que les gens ont embrassé, négocié et devenu au cours de leur vie" comme les historiens les plus proches de la vérité, l'écriture de Manion est un phare pour représenter la variance de genre dans le passé."  Dans la London Review of Books, Sharon Marcus écrit : « À l'époque comme aujourd'hui, les conservateurs craignaient que la majorité ne suive la minorité. En 1837, un conservateur religieux de Boston avertit que ce que Manion appelle «transing» pourrait «devenir universel». Dans les années 1860, les États et les villes des États-Unis ont commencé à promulguer des lois interdisant aux femmes de s'habiller en hommes et aux hommes de s'habiller en femmes». Dans The Guardian, Gabrielle Bellot écrit : «Bien que le livre de Manion ne concerne qu'un secteur géographique restreint de ces occurrences, il souligne leur prévalence dans le passé, ainsi que la notion encore radicale selon laquelle les personnes transgenres, comme moi, sont dignes d'amour et respect».